# Řády, vyznamenání a medaile Arménie

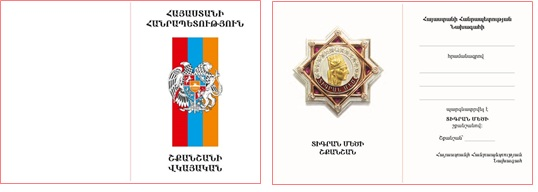
Osvědčení o udělení Řádu Tigrana Velikého

Systém státních vyznamenání Arménie se řídí zákonem Arménské republiky O státních vyznamenáních Arménské republiky ze dne 22. dubna 1994. Arménská vyznamenání jsou udílena za výjimečné zásluhy pro republiku. Ocenění lze rozdělit do čtyř kategorií: nejvyšší titul Arménské republiky, řády, medaile a čestné tituly.

## Pravidla udílení
Arménská vyznamenání udílí úřadující prezident republiky. Nejvyšší titul Arménie Národní hrdina Arménie mohl být od svého založení dne 22. dubna 1994 do 6. listopadu 2003 udělen pouze občanům Arménie. Od té doby jej mohou získat i cizinci a osoby bez státní příslušnosti. I ostatní arménské řády a medaile se udílí občanům republiky, cizím státním příslušníkům i osobám bez státní příslušnosti.
Státní vyznamenání nelze udělit prezidentovi, viceprezidentovi, poslancům a místním zastupitelům. Typ státního ocenění, které jedinec obdrží, je dán povahou a důležitostí zásluh vyznamenané osoby. Není možné vícenásobné udělení žádného z vyznamenání s výjimkou ocenění, která mají více tříd. Podobně není možné za stejné zásluhy získat více arménských vyznamenání. Další zásluhy však mohou být oceněny jiným vyznamenáním. Stejně tak každá třída vyznamenání může být jedinci udělena pouze jednou. K udělení vyznamenání může dojít i po smrti vyznamenaného. V takovém případě se ocenění předává rodině mrtvého.

## Nejvyšší vyznamenání
- Národní hrdina Arménie (Հայաստանի ազգային հերոս) byl založen dne 1. dubna 1994. Udílen byl původně výhradně občanům Arménie, od roku 2003 může být udělen i cizincům. Udílen je za vynikající služby celostátního významu v oblasti obrany a posilování státnosti a vytváření důležitých národních hodnot. Oceněným je udílen také Řád vlasti.

## Řády

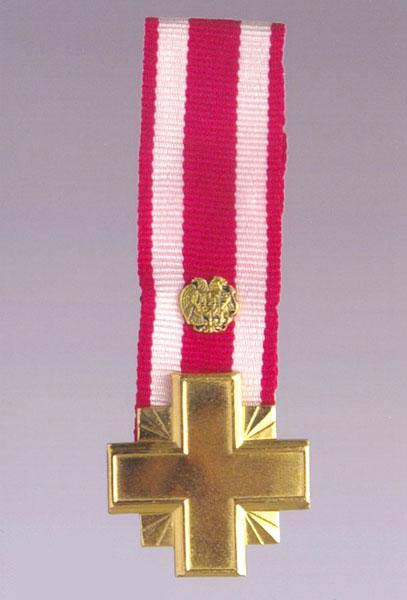
Řád bitevního kříže

- Řád slávy (Փառքի շքանշան) byl založen dne 22. prosince 2010. Udílen je v jediné třídě cizím státním příslušníkům za významný přínos k posílení a rozvoji bilaterálních vztahů, za přínos k ochraně míru a mezinárodní bezpečnosti, za ochranu lidských práv a základních lidských svobod, za činnost podporující rozvoj hospodářských vztahů a za činnost k zachování duchovních hodnot a kultury. Udílen je zahraničních hlavám států, předsedům vlád, vrcholovým představitelům mezinárodních organizací či náboženským vůdcům.[3]
- Řád Tigrana Velikého («Տիգրան Մեծ» շքանշան) byl založen dne 20. května 2002. Udílen je v jediné třídě za služby Arménii. Pojmenován byl po starověkém arménském králi jménem Tigranés Veliký.[4]
- Řád bitevního kříže (Մարտական խաչ շքանշան) byl založen dne 22. dubna 1994. Udílen je ve dvou třídách za odvahu a obětavost při obraně republiky nebo udržování veřejného pořádku.[5][6]
- Řád Vardana Mamikoniana (Սուրբ Վարդան Մամիկոնյանի շքանշան) byl založen dne 20. května 2002.[7] Udílen je za výjimečnou statečnost na bojišti či záslužnou službu ozbrojeným silám.[8]
- Řád Mesropa Maštoce (Սուրբ Մեսրոպ Մաշտոցի շքանշան) byl založen dne 26. července 1993. Pojmenován je po arménském mnichovi, teologovi a lingvistovi jménem Mesrop Maštoc. Udílen je za vynikající výsledky v oblasti hospodářského rozvoje, přírodních a společenských věd, zemědělství, kultury, vzdělávání, zdravotnictví, sociální oblasti či za činnosti přispívající k rozvoji vědecké, technické, ekonomické a kulturní spolupráce s dalšími zeměmi.[9]
- Řád cti (Պատվո շքանշան) byl založen dne 27. července 2000. Udílen byl pouze cizím státním příslušníkům, od roku 2010 může být udělen i občanům Arménie. Udílen je za o ochranu veřejných a národních zájmů, za zvláštní zásluhy při udržování nezávislosti a demokracie, při navazování, posilování a rozvíjení přátelských vztahů mezi Arménií a dalšími státy a za významný přínos k posílení míru mezi národy.[10]
- Řád za zásluhy o vlast («Հայրենիքին մատուցած ծառայությունների համար» շքանշան) byl založen dne 9. srpna 2014.[11]
- Řád přátelství (Բարեկամության շքանշան) byl založen dne 9. srpna 2014. Udílen je občanům Arménie i cizincům za významné zásluhy při posilování a rozvíjení politické, ekonomické, vědecké a vzdělávací spolupráce, kulturního a náboženského porozumění jakož i přátelských vazeb mezi národy.[11]

## Medaile

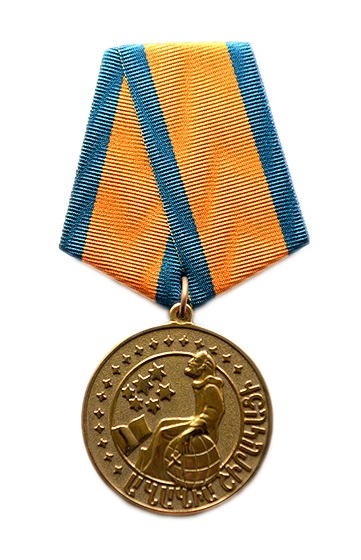
Medaile Ananie Širakaciho

- Medaile za statečnost (Արիության մեդալ) byla založena dne 26. července 1993. Udílena je za osobní statečnost projevenou při obraně vlasti, ochraně veřejného pořádku, při záchranných operacích a při plnění úředních nebo občanských povinností v život ohrožujících podmínkách.[12][13]
- Medaile za vlastenecké zásluhy («Հայրենիքին մատուցած ծառայությունների համար» մեդա) je udílena ve dvou třídách za zásluhy o obranu, ochranu práva a pořádku, národní bezpečnost nebo za jiné významné služby Arménské republice.[14]
- Medaile Za vojenské zásluhy (Մարտական ծառայության մեդալ) byla založena dne 26. července 1993. Udílena je za příkladné plnění vojenských povinností nebo za ochranu hranic země.[15][16]
- Medaile Mchitara Goši (Մխիթար Գոշի մեդալ) byla založena dne 26. července 1993. Pojmenována je po arménském církevním hodnostáři, spisovateli a právníku Mchitaru Gošovi. Udílena je za mimořádnou službu státu v politice a veřejném životě, stejně jako za významné služby v oblasti diplomacie, práva a politologie.[17][18]
- Medaile Mchitara Heratsiho (Մխիթար Հերացու մեդալ) byla založena dne 26. července 1993. Pojmenována je po arménském lékaři jménem Mchitar Heratsi. Udílena je za přínos k rozvoji zdravotní péče v Arménii.[19][20]
- Medaile Ananie Širakaciho (Անանիա Շիրակացու մեդալ) byla založena dne 26. července 1993. Pojmenován je po starověkém arménském filozofovi, učenci a alchymistovi jménem Anania Širakaci. Udílen je za pozoruhodný přínos v ekonomice, strojírenství, architektuře, vědě a technice.[21][22]
- Medaile Movsese Chorenaciho (Մովսես Խորենացու մեդալ) byla založena dne 26. července 1993. Pojmenována je po arménském kronikáři, básníku a zakladateli arménské historiografie Mojžíši z Chorény. Udílen je za významné tvůrčí úspěchy v kultuře, umění, literatuře, vzdělávání a dalších humanitních vědách.[23][24]
- Medaile za vynikající zásluhy o veřejný pořádek («Հասարակական կարգի գերազանց պահպանման համար» մեդալ) je udílena za odvážné a záslužné služby na podporu práva a pořádku.[25][26]
- Medaile Admirála Isakova («Ադմիրալ Իսակով» մեդալ) byla založena dne 27. srpna 2004. Udílena je příslušníkům ozbrojených sil za významný přínos při budování armády, rozvoje vojensko-vzdělávacího systému a vojensko-vlastenecké výchovy mládeže, stejně jako vojákům, kteří prokázali osobní statečnost při záchraně života vojáků a při ochraně hranic vlasti během povinné vojenské služby a jednotlivcům s přínosem pro arménskou armádu.[27]
- Medaile uznání
- Medaile za pracovní zásluhy

## Čestné tituly
- Lidový umělec Arménské republiky[28]
- Lidový výtvarný umělec Arménské republiky
- Zasloužilý vědec Arménské republiky
- Zasloužilý architekt Arménské republiky
- Zasloužilý doktor Arménské republiky
- Zasloužilý právník Arménské republiky
- Zasloužilý umělec Arménské republiky
- Zasloužilý výtvarný umělec Arménské republiky
- Zasloužilý pracovník v kultuře Arménské republiky
- Zasloužilý učitel Arménské republiky
- Zasloužilý novinář Arménské republiky
- Zasloužilý pracovník hospodářství Arménské republiky
- Zasloužilý trenér Arménské republiky
- Zasloužilý kolektiv Arménské republiky
- Zasloužilý pracovník tělesné kultury a sportu Arménské republiky – Toto ocenění bylo roku 2014 zrušeno.